# گریگوری میناشکین
گریگوری میناشکین (انگلیسی: Grigori Minaškin؛ زادهٔ ۱ فوریهٔ ۱۹۹۱) جودوکار اهل استونی است.
وی در مسابقات کشوری و بین‌المللی در مجموع برندهٔ ۱ مدال نقره و ۳ مدال برنز  شده‌است.